# Gunnar Tilander
Gunnar Tilander (Tranemo, 1894 - 13 de junio de 1973) fue un hispanista sueco.
Catedrático de la Universidad de Estocolmo, ha prestado especial atención a la publicación de importantes documentos históricos: Fueros aragoneses desconocidos promulgados a consecuencia de la gran peste de 1384 (1.ª ed. 1935; 2.ª, 1959); Los fueros de Aragón (1937); Documento desconocido de la aljama de Zaragoza (1939, 2.ª ed. 1959), el Vidal Mayor (1956) y Los fueros de la Novenera (1951).
- Datos: Q1237532
- Multimedia: Gunnar Tilander / Q1237532